# Genia Kühmeier
Genia Kühmeier (* 1975 in Salzburg) ist eine österreichische Sopranistin.
Genia Kühmeier wuchs in Grödig auf. Sie besuchte die Volksschule, ein Wirtschaftskundliches Gymnasium und eine Bildungsanstalt für Kindergartenpädagogik in Salzburg. 1993 brach sie die Schule ab und studierte bis 1997 an der Universität Mozarteum Gesangspädagogik und ab 1997 Sologesang an der Universität für Musik und darstellende Kunst Wien, wo sie u. a. Meisterkurse der Kammersängerinnen Ruthilde Boesch, Marjana Lipovšek und Margarita Lilowa belegte. 
Im Jahr 2002 gewann sie den 8. Internationalen Mozartwettbewerb in Salzburg in der Sparte Gesang, 
2003 wurde Kühmeier als Karajan-Stipendiatin Ensemble-Mitglied an der Wiener Staatsoper. Dort wurde sie 2003 für ihre Rolle als Inès in Gaetano Donizettis La favorite mit der Eberhard-Waechter-Medaille ausgezeichnet. Im April 2003 debütierte sie an der Wiener Staatsoper mit der Pamina in Mozarts Zauberflöte, im Dezember 2004 stand sie bei der Wiedereröffnung der Mailänder Scala in Salieris L’Europa riconosciuta auf der Bühne.
Bei den Salzburger Festspielen 2005 und 2006 sang sie die Pamina unter der musikalischen Leitung von Riccardo Muti. Zur 50-jährigen Wiedereröffnung der Wiener Staatsoper nach dem Zweiten Weltkrieg wirkt sie beim Festkonzert als Sophie (Der Rosenkavalier) mit. Bei der Styriarte 2007 sang sie die Hanne aus Haydns Jahreszeiten und im Wiener Musikverein den Sopranpart in Brahms Ein deutsches Requiem unter der Leitung von Nikolaus Harnoncourt.
Im November 2007 gab Genia Kühmeier mit der Pamina in Mozarts Zauberflöte ihr USA-Debüt an der Metropolitan Opera in New York unter dem Dirigat von Kirill Petrenko, gefolgt in der Herbstsaison 2008 von Hausdebüts mit der Ilia (Idomeneo von W. A. Mozart) in San Francisco und mit der Partie der Micaela (Carmen von G. Bizet) in Los Angeles.
In der Saison 2010/2011 kehrte sie mit der Pamina in Die Zauberflöte an die Bayerische Staatsoper und an die Wiener Staatsoper zurück. Außerdem gab es Konzerte in München unter Mariss Jansons, in Wien unter Nikolaus Harnoncourt und in Genf unter Marek Janowski. Im Dezember trat sie erneut bei Christmas in Vienna im Wiener Konzerthaus auf.
Die Sängerin ist verheiratet und lebt mit ihren zwei Kindern in Österreich.
Nachdem sie im Frühjahr 2014 verschiedene Auftritte abgesagt hatte, wurde im April 2014 bekannt, dass ihr Mann im März verstorben war.